# Кэзер, Джо
Джо Кэзер (нем. Joe Kaeser, при рождении нем. Josef Käser; 23 июня 1957 года, Арнбрук, Германия) — немецкий менеджер, занимающий должность исполнительного директора немецкого концерна Siemens AG с 2013 года по 2021 год. 
C 1980 работал на различных участках в центральном бюро Сименс и за рубежом. Во время своей работы в представительстве компании в США сменил имя с Йозеф на Джо и упростил написание фамилии. До занятия поста руководителя предприятия являлся исполнительным финансовым директором и членом правления.